# Fatima Al-Zahraa Al Atraktchi
Fatima AlZahra’a Alatraktchi (født 2. april 1989 i Kuwait) er en dansk civilingeniør med libanesisk-irakisk baggrund, direktør for medicovirksomheden PreDiagnose, forsker og skønlitterær forfatter.
Alataktchi blev født i 1989 i Kuwait kort før Golfkrigen brød ud. Krigen fik hendes forældre, som oprindelig kom fra Irak og Libanon, til at flygte til Danmark i 1990, hvor de har boet lige siden, og hvor Alatraktchis tre søskende er blevet født. Hun er opvokset på ydre Frederiksberg og skrev sin første børnebog, Da Fabian blev gul, som 13-årig. Efter at have taget sin studentereksamen læste hun fysik og nanoteknologi på Danmarks Tekniske Universitet.
I januar 2018 forsvarede hun sin ph.d.-afhandling "Micro- and nano-sensors for early diagnosis of bacterial infections", omhandlende om tidlig opdagelse af bakterielle infektioner ved nanoteknologi, som både præsenterede en revolutionerende metode til detektering af bakterier, og som efter anvendelse i klinikken viste banebrydende opdagelser. Afhandlingen vandt prisen for årets afhandling fra DTU Bioengineering 26. oktober 2018. I 2019 optrådte hun som en af fem unge forskere i dagbladet "Information"s ph.d.-cup, hvor formålet var at formidle sin forskning på bedste vis.
I november 2017 modtog Fatima AlZahra'a Alatraktchi en af Lundbeckfondens fem forskningstalentpriser på 100.000 kr, og i 2019 kom hun på erhvervsmagasinet Forbes' liste "30 under 30 – Europa", der hylder de 300 aktuelt mest indflydelsesrige personer under 30 år indenfor blandt andet finans og videnskab.
I 2017 etablerede hun virksomheden PreDiagnose, som hun i dag er direktør for. Firmaet har som mission at bibringe læger værktøjer til at stille diagnoser så tidligt som muligt.
Allerede som bachelor-studerende fik hun sin egen ide til et forskningsprojekt, som resulterede i to videnskabelige publikationer. Hendes speciale-projekt alene resulterede i tre videnskabelige artikler.
Fatima har optrådt ved et TEDx-event i Aarhus i 2018.
I sin fritid er Alatraktchi skønlitterær forfatter. Hun har i alt fået udgivet fire bøger. 
Statens Kunstfond gav hende i 2015 et arbejdslegat, og hun har vundet flere priser for sit talent som ung forfatter under 30 år.

### Skønlitteratur
- Fatima Al-Zahraa Al Atraktchi (1. februar 2008), Da 3. Verdenskrig brød ud, Politikens Forlag, ISBN 978-87-567-8522-8, Wikidata  Q42791657
- Fatima Al-Zahraa Al Atraktchi (2008), "Pæne piger ryger ikke", Tegn i sandet og andre strandnoveller, Wikidata  Q63861267
- Fatima Al-Zahraa Al Atraktchi (2011), "Cand.scient.", Pære-perker-dansk, Wikidata  Q63861421